# Crédit en devises
On appelle communément crédit en devises un crédit contracté par un emprunteur dans une autre monnaie que celle de son lieu de résidence. 

## Le crédit en devises CHF
Le prêt en franc suisse est un produit financier proposé par les banques suisses et françaises de la région frontalière, pour permettre aux travailleurs frontaliers de financer leurs investissements immobiliers en France (résidence principale, secondaire ou locative).

### Principe
L'établissement bancaire prête à l'emprunteur un capital en Euros pour acheter un logement. Ce capital est converti lors d'une opération de change en une dette en francs suisses, l'emprunteur rembourse alors des échéances en francs suisses pour toute la durée de son crédit.
Cette conversion EUR/CHF peut être antérieure au déblocage des fonds afin de protéger l'emprunteur des variations futures des devises (dans le cadre d'une construction par exemple). On parle alors de mise en place d'une garantie de change, ou d'un contrat à terme sur les devises.

### Avantages
- En fixant le change pour toute la durée du prêt, le travailleur frontalier n'est pas exposé aux variations EUR/CHF durant l'amortissement de son crédit. S'il a opté pour un taux d'intérêt fixe, ses échéances sont constantes et représentent un effort financier constant par rapport à ses revenus en francs suisses.

- Les taux d'intérêt pratiqués pour un prêt en devise sont en moyenne 1 % plus bas que ceux pratiqués pour un emprunt en euros.

- S'il est souscrit en France, le crédit en devise permet de bénéficier d'un taux minoré tout en profitant des spécificités proposées par les banques françaises : prêt à taux zéro plus[1], taux fixes sur de longues durées, indemnités de remboursement anticipé réduites, garantie par cautionnement...

### Inconvénients
- En cas de revente du bien avant la fin du crédit, une opération de change de l'euro vers le franc suisse aura lieu afin de rembourser la dette avec le produit de la vente du bien. Selon le taux de change du moment, l'opération peut engendrer un gain comme une perte.

- Si l'emprunteur ne dispose plus de revenus en francs suisses, il va être soumis à un risque de change mensuel ou devoir convertir son prêt dans sa nouvelle devise de ressources.

- Le risque de change n'est pas ignoré par les établissements bancaires qui se montrent plus attentifs pour d'un prêt en devise lors de l'achat d'un bien en France. L'investissement initial demandé (apport) est plus important que pour un prêt en euros[2].